# Phong trào Thay đổi vì Dân chủ – Tsvangirai
Phong trào Thay đổi vì Dân chủ (MDC) là một đảng chính trị Zimbabwe. Đảng được thành lập vào năm 1999 với tư cách là đảng đối lập với đảng Liên bang Quốc gia châu Phi Zimbabwe - Mặt trận Yêu nước dẫn dắt bởi Tổng thống Robert Mugabe. MDC được hình thành từ rất nhiều thành viên của liên minh mở rộng công dân xã hội, các nhóm và cá nhân mà vận động cho một phiếu "Chống" trong cuộc hiến trưng 2000, đặc biệt là Đại hội Đại biểu Công đoàn Thương mại Zimbabwe. Đảng phân chia theo sau cuộc bầu cử thượng nghị viện Zimbabwe, 2005, với một phái do Morgan Tsvangirai dẫn dắt và bên khác do Arthur Mutambara; hai phái sau đó giành được đa số phiếu kết hợp trong cuộc bầu cử nghị viện vào tháng 3 năm 2008.